# ميت كات
تعد ميت كات (بالإنجليزية: MateCat) أداة ترجمة بمساعدة الحاسوب وهي متوفرة على شبكة الإنترنت من خلال متصفح الإنترنت. الأداة متوفرة حالياً بالأسواق بعدة إصدارات. تعد ميت كات أيضاً من البرمجيات مفتوحة المصدر والتي تندرج تحت رخصة جنو العمومية الصغرى (بالإنجليزية:Lesser General Public License اختصاراً بـLGPL) التي اصدرت من قبل مؤسسة البرمجيات الحرة.

## المشروع
ميت كات (بالإنجليزية: MateCat) هي اختصار للترجمة الآلية المحسنة الترجمة بمساعدة الحاسوب  (بالإنجليزية:  Machine Translation Enhanced Computer Assisted Translation). تعد الأداة ناتج استثمار بمشروع بحث دام ثلاث سنوات (11/2011-10/2014) بتمويل من الاتحاد الأوروبي في هيئة البرامج للأبحاث والتطور التكنولوجي بموجب اتفاقية المنحة رقم 287688. الأداة تلقت أكثر من 2,500,000 يورو كتمويل من الاتحاد الأوربي.
المشروع تم بقياة مؤسسة برونو كيسلر، والتي تعد مركز أبحاث دولي مقرها في ترينتو، إيطاليا.

## أدوات ترجمة بمساعدة الحاسوب
الهدف من ميت كات هو خلق أداة لتحرير ناتج الترجمة الآلية وإدارة سير عمل توطين اللغة. النظام قادر على التعلم من الأخطاء تلقائيا، تحسين الترجمة مع مرور الوقت والترجمة التخصصية (على سبيل المثال، المصطلحات القانونية) وذلك لتزويد المستخدم بالترجمة الآلية الأكثر دقة وشفافية بطريقة اتوماتيكية بالكامل.
ذاكرة الترجمة (بالإنجليزية:Translation Memory اختصاراً بـTM) هو في الأساس خازن لوحدات أو مقاطع الترجمة. أثناء الترجمة، أداة الترجمة بمساعدة الحاسوب ترسل طلبات لذاكرة الترجمة للبحث عن تطابق دقيق أو غير واضح للمقط المراد ترجمته. يتم اقتراح نتائج البحث عن تطابق على المستخدم. بعد اتمام ترجمة المقطع النصي، يتم إضافة النص بالغة المصدر والهدف إلى ذاكرة الترجمة لتحسين نتائج عمليات البحث اللاحقة. دمج الاقتراحات من محرك ذاكرة الترجمة كمُكمل لمحركات الترجمة الآلية يعد دافع للعديد من البحوث العلمية الحديثة  والتي أظهرت أن عمليات التحرير على ناتج اقتراحات الترجمة الآلية أظهر تحسن كبير في مستوى الدقة في الترجمة.

## التطبيقات
تم استخدام أداة ميت كات من قبل مشروع يسعى للبحث في مهام ووظائف جديدة للترجمة الآلية وتقييمها من خلال اختبارها في ظروف مهنية على أرض الواقع. يقوم المشروع بتزويد المترجمين بجميع مصادر المعلومات التي اعتادو على العمل بها.